# A Year and a Half in the Life of Metallica
A Year and a Half in the Life of Metallica é um documentário sobre o processo de gravação e produção do álbum Metallica, da banda americana homônima, seguido pela sua turnê. Foi produzido por Juliana Roberts e dirigido por Adam Dubin.
| Críticas profissionais                                                      | Críticas profissionais |
| Avaliações da crítica                                                       | Avaliações da crítica  |
| Fonte                                                                       | Avaliação              |
| --------------------------------------------------------------------------- | ---------------------- |
| Allmusic                                                                    | [ 1 ]                  |
| Esta tabela precisa de ser acompanhada por texto em prosa. Consulte o guia. |                        |

## Parte 1
A primeira parte do vídeo mostra a banda Metallica com o produtor Bob Rock trabalhando em cima do Black Álbum, o vídeo também demonstra três clipes daquele álbum:
- "Enter Sandman"
- "The Unforgiven"
- "Nothing Else Matters"

## Parte 2
A segunda parte do vídeo mostra a banda no tour de 14 meses "Wherever We May Roam Tour", essa parte do documentário também inclui 2 clipes:
- "Wherever I May Roam"
- "Sad But True"